# 瑞典—美國關係
瑞典－美國關係，是指瑞典王國與美利堅合眾國之間的雙邊關係。兩者的聯繫起始於17世紀的瑞典在美殖民活動，美國獨立戰爭之後，瑞典是首批承認美國的國家之一，雙方於1783年簽訂《友好通商條約》，並於1818年時正式建立邦交，這樣的關係維持了數百年，延續至21世紀，兩國在政經科技、學術及國防等議題上均進行過合作和交流。除此之外，瑞典人民自19世紀起便開始大量旅居美國，至2013年時已有4百多萬人口的瑞典裔美國人社群。

## 早期關係
美國建國前的17世紀時，瑞典已經開始前往北美洲活動，並建立了殖民地。1638年，第一批瑞典人從德拉瓦登陸北美，接著於德拉瓦河流域（今威尔明顿）修築堡壘，並將之取名作克里斯蒂娜堡，成為當地最早的瑞典人聚落。瑞典並以德拉瓦河為中心，開拓了名為「新瑞典」的在美據地，然而這塊區域在1655年時納入荷蘭的統治範圍。美國獨立戰爭爆發時，雖然瑞典政府並未派兵赴美，但仍有瑞典籍傭兵部隊與大陸軍協同作戰，還曾有一名瑞典貴族——埃克瑟·馮·費爾森伯爵投入戰爭末期的約克鎮圍城戰役。

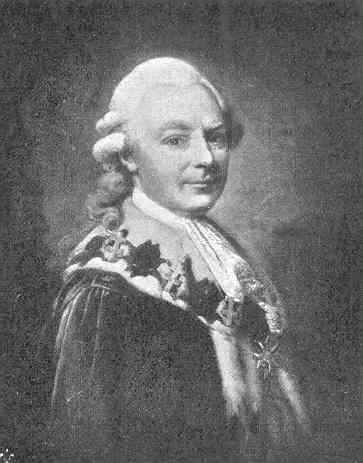
瑞美兩國於1783年締結《美國－瑞典友好通商條約》，圖為瑞方代表古斯塔夫·菲利普·克羅伊茨。

戰爭結束之後，新建國的美國於1782年9月28日指派時任駐法國公使班傑明·富蘭克林兼當駐瑞典公使，但他在任期間並未赴瑞，而是派駐於巴黎。同年，瑞典駐法公使古斯塔夫·菲利普·克羅伊茨聯絡了富蘭克林，並提出兩國締約交好的建言。當富蘭克林向美國國會轉達此一意向之後，國會隨即授權讓他與瑞方進行洽談。1783年4月3日，兩國於巴黎簽訂了《友好通商條約》，瑞典憑著該份條約的簽署，成了歐洲首個承認美國獨立的未參戰國家，並於同年9月22日派遣查爾斯·赫爾斯泰特出任首位駐美領事。1784年2月6日，美瑞兩國又在巴黎交換條約批准書。

## 19世紀及20世紀

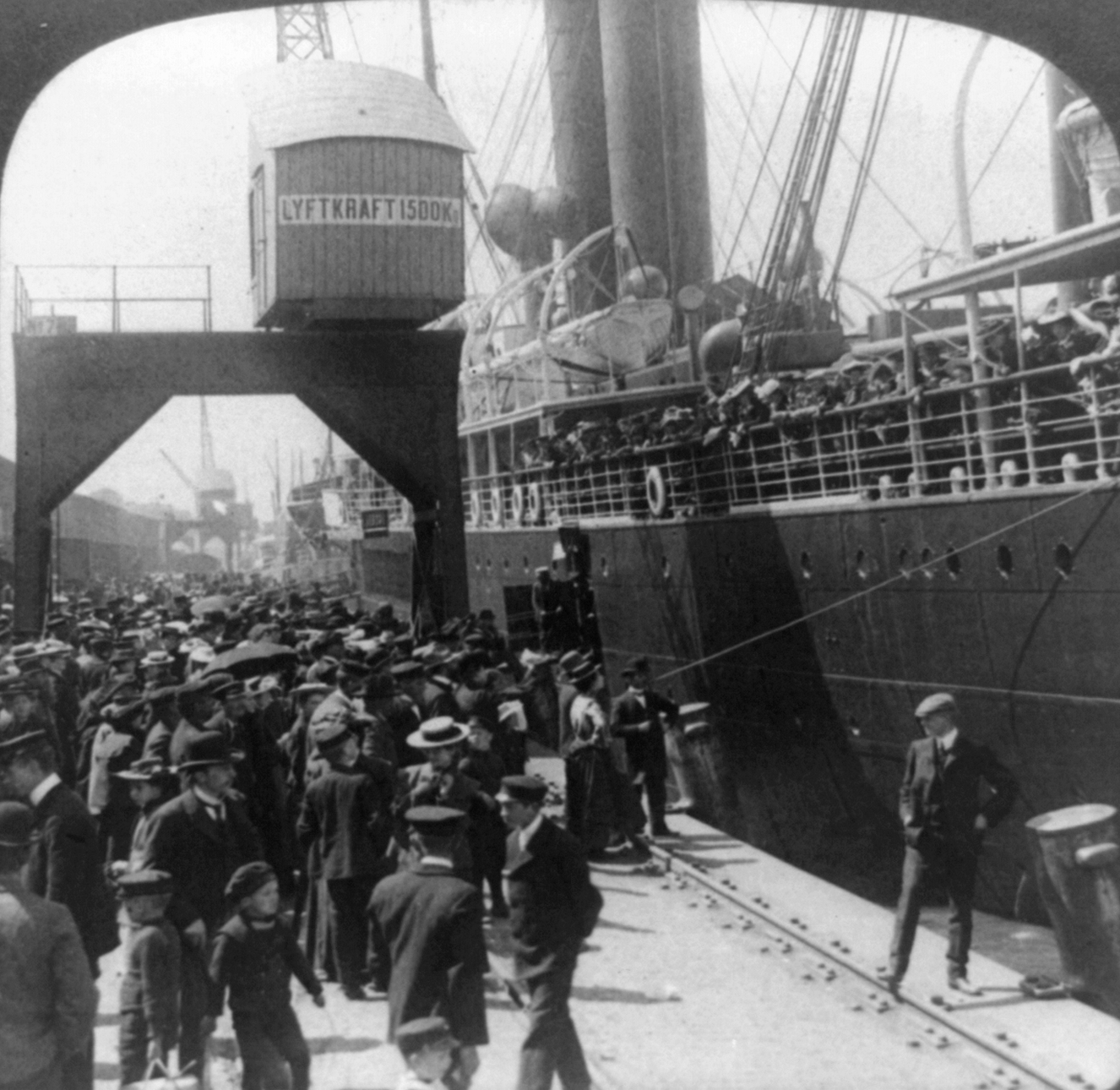
一艘從瑞典哥特堡開往美國的移民船，1905年。

1818年4月29日，美國駐瑞典全權公使強納森·羅素向瑞方遞交到任國書，兩國自此建立了邦交。19世紀的瑞典有著廣布全國的貧困現象，造成人口外流，但卻也強化了美瑞之間的聯繫。1840年至1920年間大量瑞典人民僑居美國，最初集中於中西部州份，但之後也逐漸在美東、美西等地的工業都市落腳。1910年時，芝加哥的瑞典居民在數量上甚至超越瑞典國內第二大城哥特堡。
1947年，瑞典與美國的外交關係提升至大使層級，H·費里曼·馬修斯在9月20日成為首任美國駐瑞典大使，並於同年12月5日呈遞國書，而瑞典首任駐美大使則為赫爾曼·埃里克森。1952年4月12日至16日間，瑞典首相塔格·埃蘭德成為首位赴美訪問的瑞典政府首腦，他會晤了美國總統杜魯門，並前往明尼蘇達州、伊利諾州和密西根州等地的瑞僑社區探視。埃蘭德之後又於1954年11月、1961年3月和1963年11月三度訪美，分別會見了艾森豪、甘迺迪和詹森等總統。
1960年代的瑞典適逢冷戰，又在地理位置上接近蘇聯，美國遂視之為西方世界在北歐的重要前緣國，以及關鍵的軍、工基地，促使兩國在此期間的關係深化。瑞典國防學院於2009年發布的學術論文指出「（冷戰時期）瑞典的『守衛者』角色使其成為波羅的海一支重要勢力，以及能夠抗衡蘇聯在此區之政治、軍事優勢的天然屏障。而美國也透過與瑞典在高科技兵器、軍事技術及情資等方面的國防合作，對這樣的角色給予了支持」。冷戰情勢隨著越南戰爭升溫時，斯德哥爾摩的美國大使館內更是派駐了許多中情局特工和美軍武官。

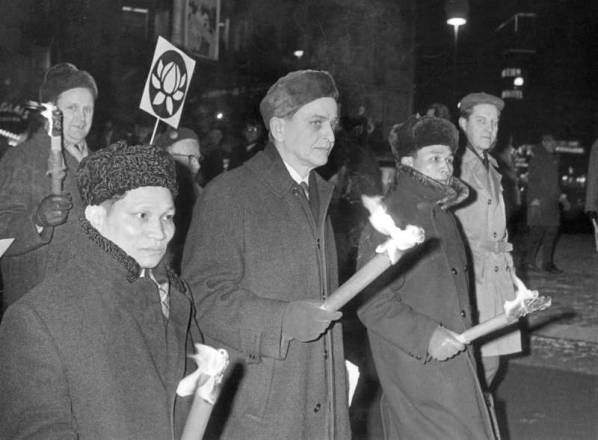
1968年，瑞典教育研究部奧洛夫·帕爾梅（後任首相）與北越駐蘇聯大使阮壽真上街反對美國在越南戰爭中的行動，事後瑞美關係一度緊繃。

然而過了1968年，瑞美關係也一度趨向緊張化。在時任瑞典教育大臣的奧洛夫·帕爾梅與北越駐蘇聯大使阮壽真上街參加反戰示威後，美國即於同年2月召回駐瑞大使威廉·渥梅克·希斯，使大使職位空缺至1970年2月。1972年12月時，當上首相的帕爾梅在電台中發表演講，將當時美國空軍正在進行的對越轟炸行動比做納粹德國在利迪策及捷克斯洛伐克實施的暴行，美方事後稱其發言為一「嚴重侮辱」，總統尼克森也叫停了派遣新任大使赴瑞履新的安排。美國駐瑞使館政治處參贊亞瑟·奧森（Arthur J. Olsen）擢升為臨時代辦、主持館務直至1974年5月為止。除此之外，帕爾梅在首相任內亦曾歡迎拒服兵役的美國青年前往瑞典，造成美國政府的不快。
當英瓦爾·卡爾松在1986年上任首相之後，美瑞關係已經從越戰時期開始改善。1987年，卡爾松受到了美國總統雷根待見，成為繼埃蘭德之後第二位獲邀進入白宮的瑞典首相。1988年，瑞典與美國共同慶祝了美洲首個瑞典拓居地建立滿350周年。於1991年接替卡爾松上任首相的卡爾·比爾特也在1992年和1993年抵美、訪問老布希和柯林頓兩位總統。

## 21世紀

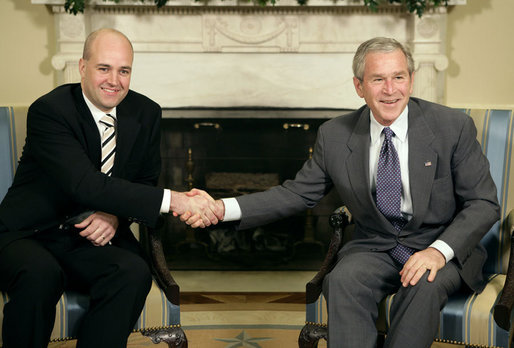
瑞典首相賴因費爾特在白宮會見美國總統小布希，攝於2007年5月15日。

2001年的九一一事件發生後，瑞典政府隨即對美國傳達同情之意，支援了美國領導的阿富汗入侵作戰，並派遣瑞典國防軍部隊駐在當地。然而，當2003年的伊拉克戰爭勃發時，瑞典反對美國在缺乏聯合國及國際法背書的情況下，前進伊拉克從事戰爭，並視這種措施為人權的破壞。儘管如此，瑞典軍情保安局在伊戰期間仍與美方進行過情報交流。

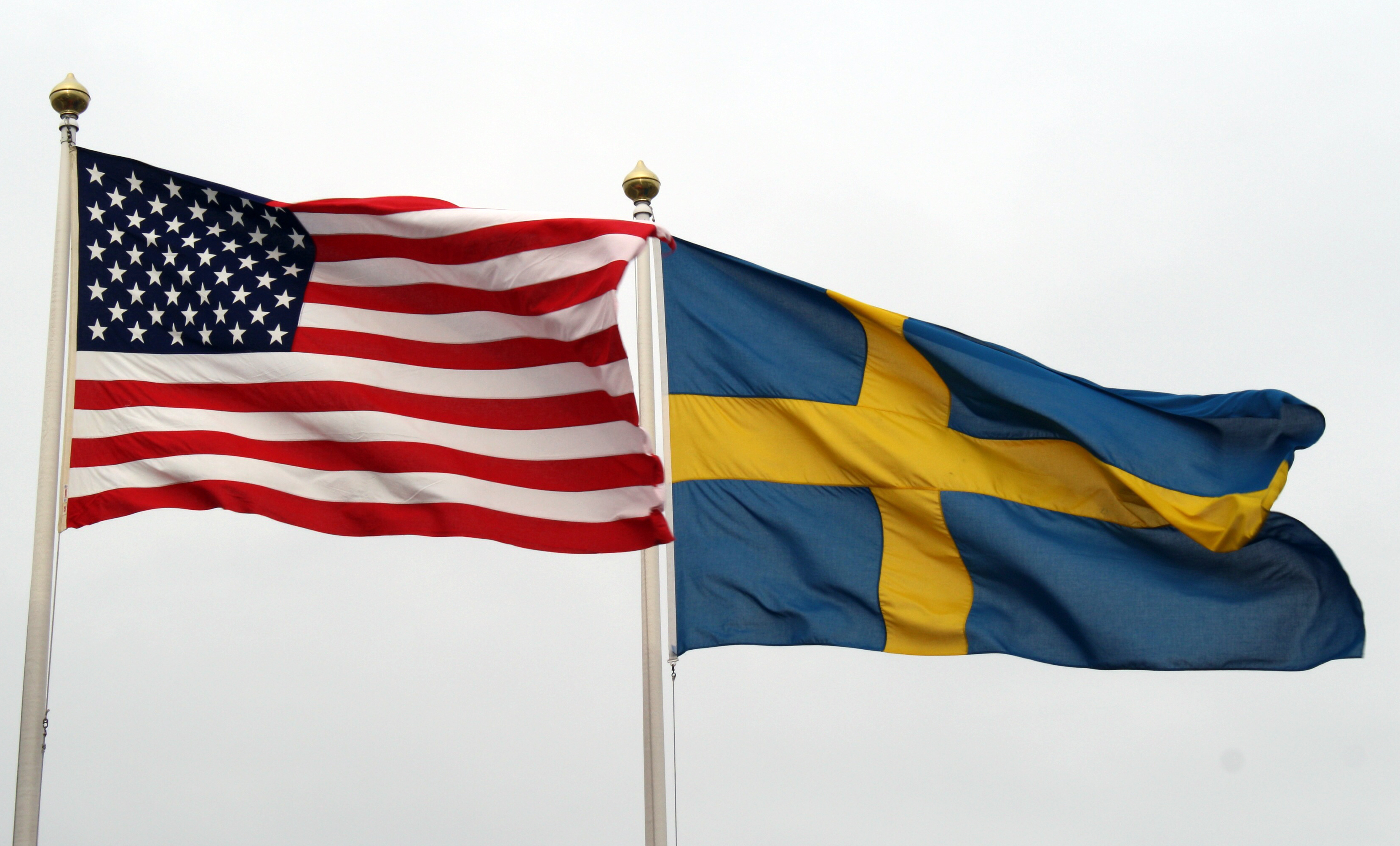
飄揚於斯德哥爾摩的美國國旗與瑞典國旗，攝於2013年美國國務卿約翰·凱瑞訪瑞期間。

2006年10月6日，新上任的中間偏右派首相弗雷德里克·賴因費爾特在遞送給瑞典國會的政策聲明書中，表示他領導的新屆政府將致力於「跨大西洋關係的強化」。同年6月，瑞典和美國簽訂了一份科學技術合作協定，尋求兩國在可更新能源、永續性發展等攸關共同利益的領域上攜手，美國駐瑞典大使館也在同年發起美瑞替代資源夥伴活動。2010年時，瑞典政府和美國大使館將兩國在環保及能源上的合夥關係擴大為「瑞美綠色聯盟」（SAGA），替雙方的學者、企業、決策者、立法者、傳媒界和民間人士提供交流平台、共同促成永續性目標。
2013年9月4日，美國總統歐巴馬在前往俄羅斯聖彼得堡參加G20會議前，先至瑞典進行了一次短暫訪問，而成為首位正式拜訪瑞典的美國總統。歐巴馬訪瑞期間晉見了瑞典國王卡爾十六世，並與首相賴因費爾特舉行了會談和聯合記者會。賴因費爾特在記者會上稱瑞典與美國之間「有著特殊的歷史、經濟聯繫，擁有共同的價值觀，與美國的貿易在瑞典經濟發展中佔有重要地位」。曾任首相的外交大臣比爾特也表示歐巴馬訪瑞「有望將瑞美關係推到一個新高度」。